# Archaeochlus aotearoae
Archaeochlus aotearoae är en tvåvingeart som beskrevs av Lars Zakarias Brundin 1966. Archaeochlus aotearoae ingår i släktet Archaeochlus och familjen fjädermyggor. Inga underarter finns listade i Catalogue of Life.